# 比利時數學奧林匹克
比利時數學奧林匹克（ ，簡稱OMB）是比利時和盧森堡的法語和德語社區的數學競賽，從1976年起舉行。
比賽分三個級別：初級（Mini，中學一至二年級）、中級（Midi，中學三至四年級）、高級（Maxi，中學五至六年級）。每級比賽分為三輪：淘汰賽、準決賽和決賽。從高級組選出3名選手，和弗拉芒數學奧林匹克的3名選手，代表比利時參加國際數學奧林匹克。

## 外部連結
- （法文）大會網站 （页面存档备份，存于）